# (1302) Werra
(1302) Werra – planetoida z grupy pasa głównego asteroid okrążająca Słońce w ciągu 5 lat i 182 dni w średniej odległości 3,11 au. Została odkryta 28 września 1924 roku w Landessternwarte Heidelberg-Königstuhl w Heidelbergu przez Karla Reinmutha. Nazwa planetoidy pochodzi od Werry, rzeki w Niemczech. Przed jej nadaniem planetoida nosiła oznaczenie tymczasowe (1302) 1924 SV.